# Medazzaland
| Críticas profissionais | Críticas profissionais |
| Avaliações da crítica  | Avaliações da crítica  |
| Fonte                  | Avaliação              |
| ---------------------- | ---------------------- |
| Allmusic               | [ 1 ]                  |
| Rolling Stone          | [ 2 ]                  |

Medazzaland é o nono álbum de estúdio lançado pela banda britânica Duran Duran, em 1997.

## Faixas
1. "Medazzaland" – 3:53
2. "Big Bang Generation" – 4:44
3. "Electric Barbarella" – 5:19
4. "Out of My Mind" – 4:20
5. "Who Do You Think You Are" – 3:27
6. "Silva Halo" – 2:28
7. "Be My Icon" – 5:15
8. "Buried in the Sand" – 4:19
9. "Michael, You've Got A Lot To Answer For" – 4:09
10. "Midnight Sun" – 3:41
11. "So Long Suicide" – 4:39
12. "Undergoing Treatment" – 3:05

Faixa adicional para o Japão
- "Ball and Chain" - 3:58

## Integrantes

### A banda
- Simon Le Bon - vocal
- Warren Cuccurullo - guitarra
- Nick Rhodes - teclado

### Outros músicos
- John Taylor - baixo
- Steve Alexander - bateria
- Anthony J. Resta - bateria, programação, mixagem e produção adicionalproduction
- Tim Garland - saxofone
- Talvin Singh
- Jake Shapiro - violoncelo
- Sally Stapleton e Madeleine Farley - vocal de apoio